# ماداولا اولپوتا
ماداولا اولپوتا (به لاتین: Madawala Ulpota) یک منطقهٔ مسکونی در سری‌لانکا است که در استان مرکزی (سری‌لانکا) واقع شده‌است.